# Coré

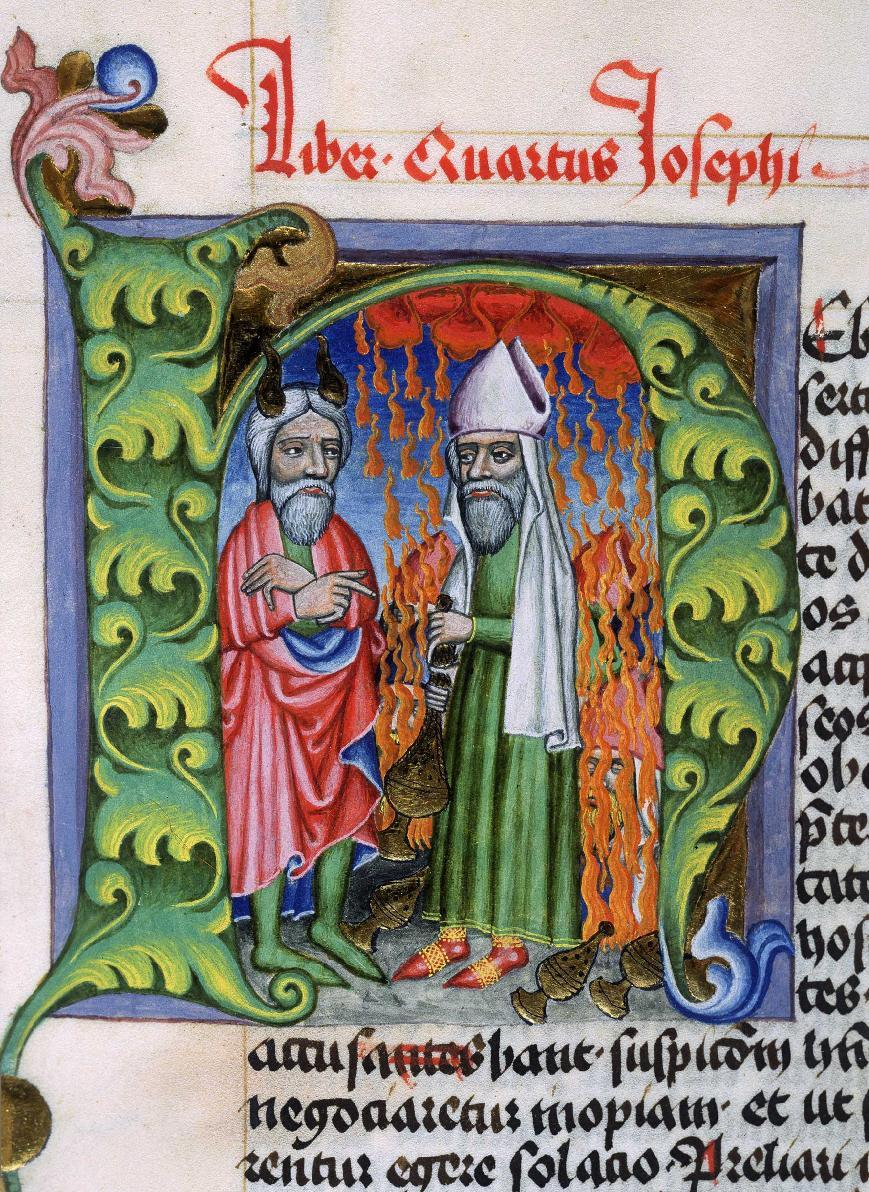
Moisés e Coré, miniatura do manuscrito de 1466, Biblioteca Nacional da Polônia..

Coré ou Corá (em hebraico: קֹרַח, hebraico padrão: Kórakh, tiberiano: Qōraḥ; "calvície, gelo, granizo, geada") é um nome associado a pelo menos dois vilões da bíblia.

## Filho de Jizar (o levita) que se rebelou contra Moisés

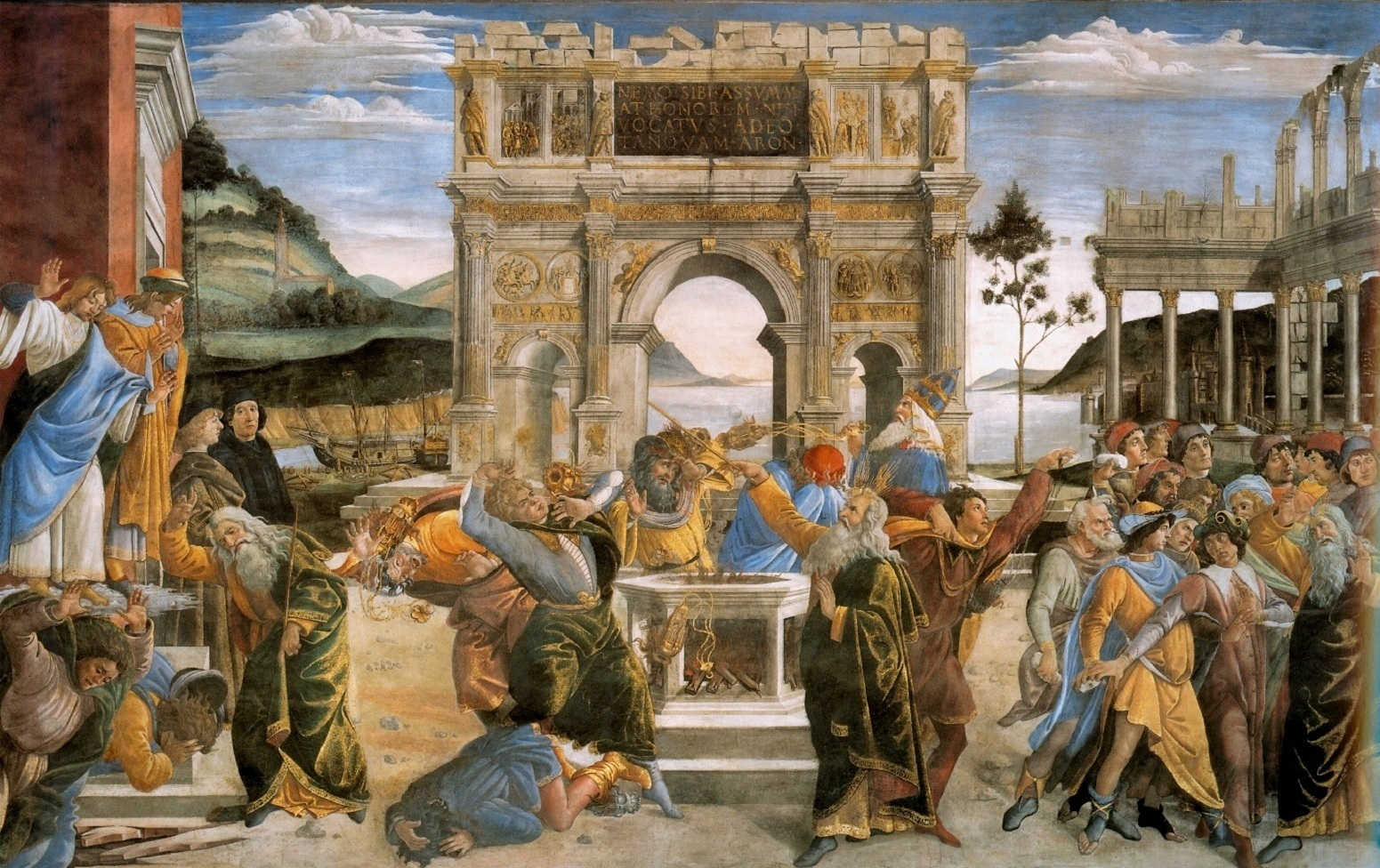
O Castigo de Coré e a Lápide de Moisés e Aarão. Fresco de Sandro Botticelli na Capela Sistina, 1480-1482.

A Bíblia cita outro Corá como sendo o filho de Jizar, filho de Coate, filho de Levi. Irmãos de Coré através de Izar foram Nefegue e Zicri. O Êxodo liga este Corá com Hebrom, Uziel e Amram que eram os irmãos de seu pai (Izar, filho de Coate). 1 Crônicas ( I Crônicas 6:2–38, e I Crônicas 23:12), repete esta genealogia, no entanto, esta referência poderia ter sido inspirada nas genealogias de Êxodo. Hebrom é o patriarca da qual a região é chamada.
Números 16:1 traça esta linhagem antes de Levi, filho do patriarca de Israel. De acordo com Números 16:21, sua linhagem vai: "Corá, filho de Izar, filho de Coate, filho de Levi," fazendo dele o bisneto do patriarca Levi e o primo de Moisés e Aarão.
Números 16:1–40 indica que Coré se rebelou contra Moisés, E a terra abriu a sua boca, e os tragou com as suas casas, como também a todos os homens que pertenciam a Coré, e a todos os seus bens.
(Números 16:32). Seus dois cúmplices rubenitas, Datã e Abirão, também pereceram quando Deus fez o chão rachar sob seus pés e engoli-los com suas famílias e tudo o que possuíam. Além disso, os israelitas que não gostaram do que tinha acontecido com Coré, Datã e Abirão (e suas famílias) opuseram-se a Moisés, e Deus ordenou a Moisés, em seguida, que os afastassem da multidão. Deus, então, feriu 14.700 homens com peste, como punição por contestar a destruição de Coré.
Números 26:11 Não obstante os filhos de Coré não morreram.

## Referência no Alcorão
Coré também é mencionado no Alcorão pelo nome de Qarun. Ele é reconhecido como o primo rico de Musa (Moisés) (p), e ficou muito arrogante devido ao seu orgulho e da ignorância. {Verdadeiramente, Qarun (Corá) foi do povo de Musa (Moisés), mas ele se portou com arrogância para eles. E Nós lhe demos dos tesouros, de que as chaves teriam sido um fardo para um corpo de homens fortes ...} Alcorão (28:76). O Alcorão concorda com a seção anterior em que ele foi punido devido a sua extrema arrogância, sendo engolido pela terra, juntamente com toda a sua grande riqueza material. O lugar em que tinha morrido, ainda existe até hoje.